# 保罗·罗杰斯 (演员)
保罗·罗杰斯（英語：Paul Rogers，1917年3月22日—2013年10月6日），男，英国演员。曾获得英国电视学院奖最佳男主角。